# Nkambé
Nkambé is een dorp in de Nord-Ouest provincie, in het westen van Kameroen. Het is de hoofdstad van het departement Donga-Mantung.